# 德国足球北部地区联赛
德国足球北部地区联赛（德語：Fußball-Regionalliga Nord）为德国足球的一个联赛，它是德国足球联赛系统中处于第四级的5个地区联赛之一，由北德足球协会负责举办，参赛成员涵盖来自下萨克森州、石勒苏益格-荷尔斯泰因州、汉堡州及不来梅州的足球俱乐部。该联赛的单季冠军需要参加升级附加赛以获得丙级联赛的参赛资格。该联赛还有3个降级至高级联赛以及3个由后者升级的名额，其中下萨克森州联赛的冠军可以直接升级。而另外2个升级名额则需要其它3个联邦州的冠军连同下萨克森州的亚军参加升级附加赛来决定。

## 历史

### 5赛区的第二级别联赛（1963–1974）
从1963-64赛季至1973-74赛季期间，北部地区联赛连同西部、柏林、西南和南部共同组成了仅次于甲级联赛、分为5个赛区的第二级联赛。其参赛成员涵盖来自下萨克森州、石勒苏益格-荷尔斯泰因州、汉堡州、不来梅州以及在1947年至1963年间参加原北部高级联赛的足球俱乐部。该联赛的单季冠军及亚军需要参加升级附加赛以获得甲级联赛的参赛资格。

### 4赛区的第三级别联赛（1994–2000）
随着乙级联赛在1974-1975赛季的引入，北部地区联赛的形式被废除。直至20年后，于1994-95赛季，它才连同东北、西部/西南和南部作为第三级别联赛杯再次引入。其涵盖的参赛联邦州也与1963-64赛季至1973-74赛季期间相同。1994-95赛季的冠军可以直接升级，亚军则可参加业余锦标赛。自1996年起，该赛区冠军需要与东北区的冠军进行升级附加赛以获得乙级联赛的参赛资格，而附加赛的负方也可参加业余锦标赛。从1998-99赛季至1999-00赛季期间，附加赛的负方则可参加德乙升降级附加赛。

### 2赛区的第三级别联赛（2000–2008）
在2000-01赛季，4个地区联赛被合并成2个赛区（北部地区联赛及南部地区联赛）。其涵盖的参赛成员除了此前的联邦州外，还新增了原属前东德的联邦州（梅克伦堡-前波美拉尼亚州、勃兰登堡州、柏林州、萨克森州、萨克森-安哈尔特州及图林根州）。然而，一些本来必须归属北部的俱乐部也参加了南部地区联赛（例如2000年至2004年的红白埃尔福特、2002年至2003年的耶拿卡尔蔡斯以及2000年至2005年、2006年至2008年的锡根；其中埃尔福特和耶拿在随后又参加了北部地区联赛）。该联赛的冠军及亚军均可升入乙级联赛。

### 3赛区的第四级别联赛（2008–2012）
随着丙级联赛的引入，地区联赛在2008-09赛季分割为3个赛区（北部、西部和南部）的第四级别联赛。其中北莱茵-威斯特法伦州从北部区域联赛的涵盖范围中删除。而北部赛区的冠军可以直接升入丙级联赛。然而在2008-09赛季，被划入西部赛区的克洛彭堡却参加了北部的联赛，这是由于所有的3个赛区都应只有18支球队参赛。

### 5赛区的第四级别联赛（自2012）
随着2012年的地区联赛改革，地区联赛被扩大为5个赛区（北部、东北、西部、西南及巴伐利亚）。其中北部地区联赛的冠军不再直接升级，而是需要与其它赛区的冠军（以及西南赛区的亚军）进行升级附加赛以决出参加丙级联赛的资格。

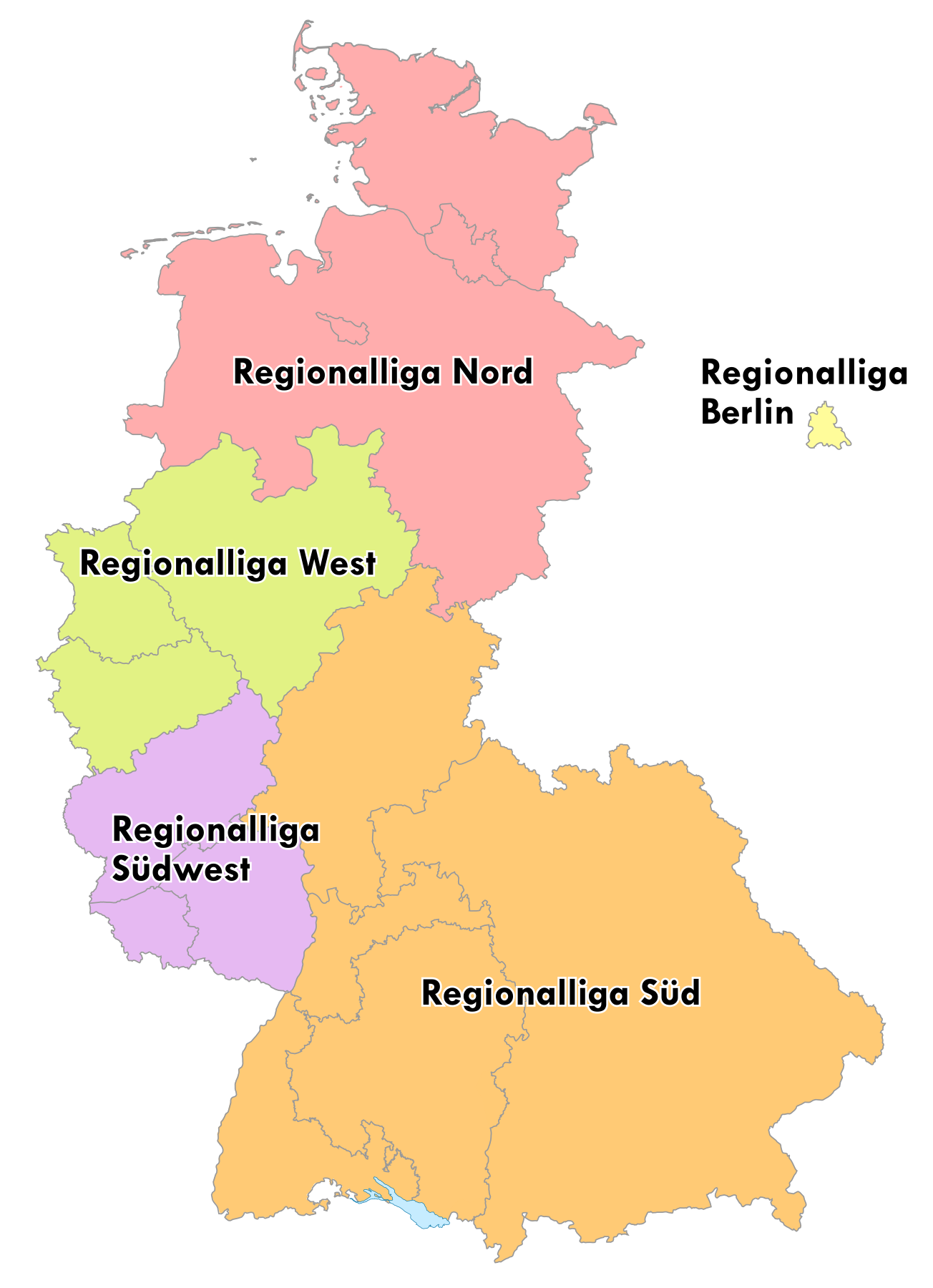
5赛区的地区联赛 从1963年至1974年
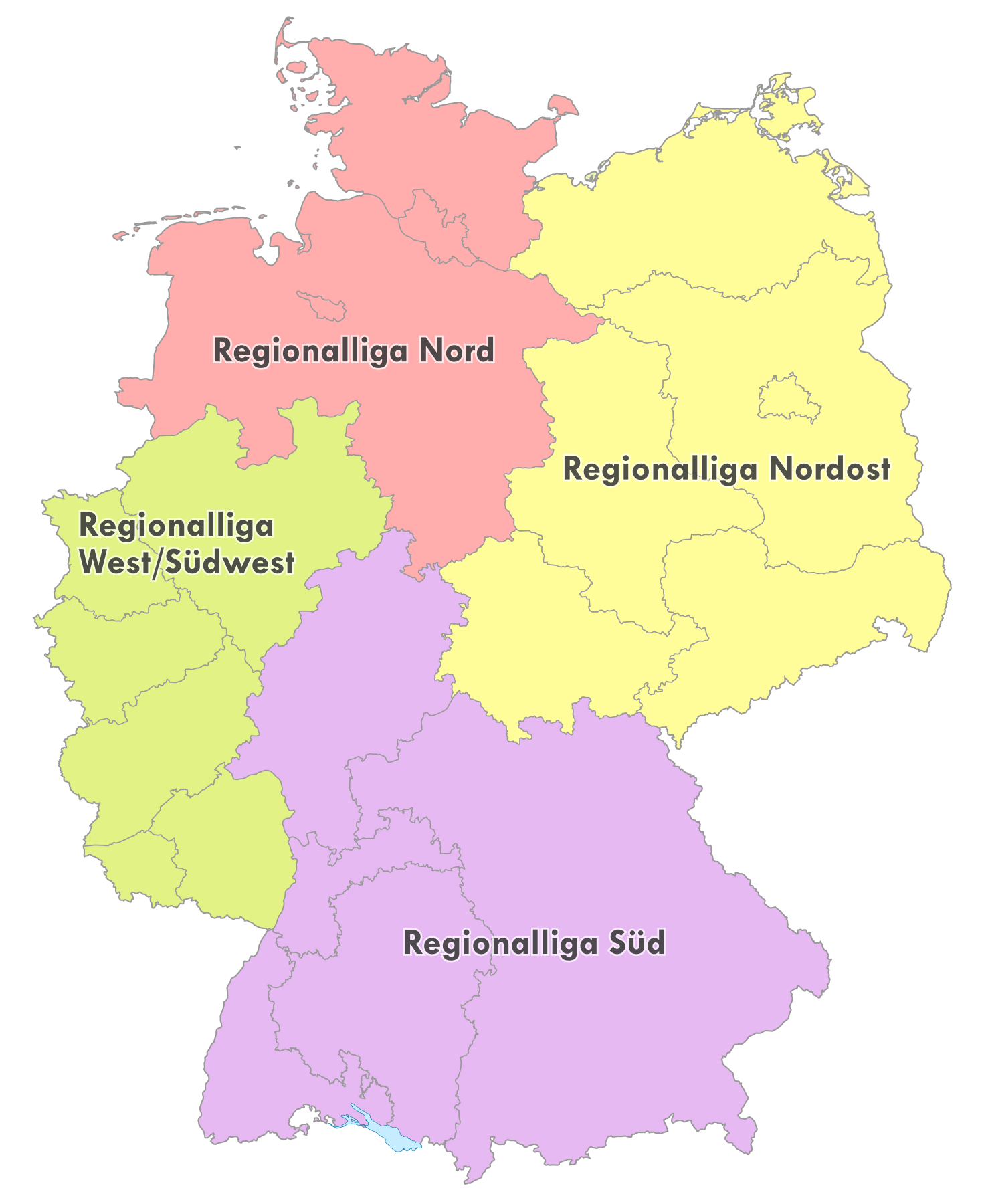
4赛区的地区联赛 从1994年至2000年
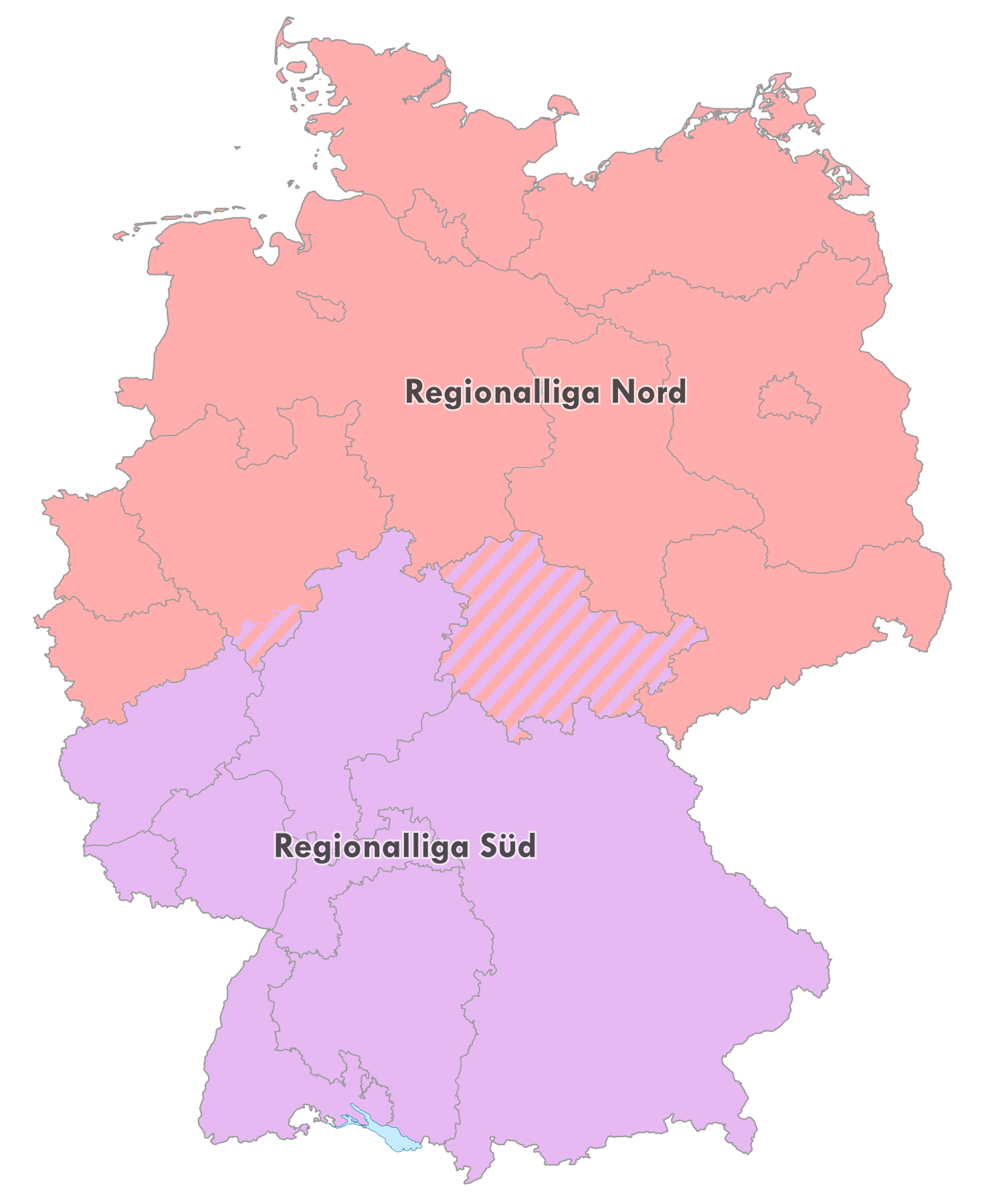
2赛区的地区联赛 从2000年至2008年
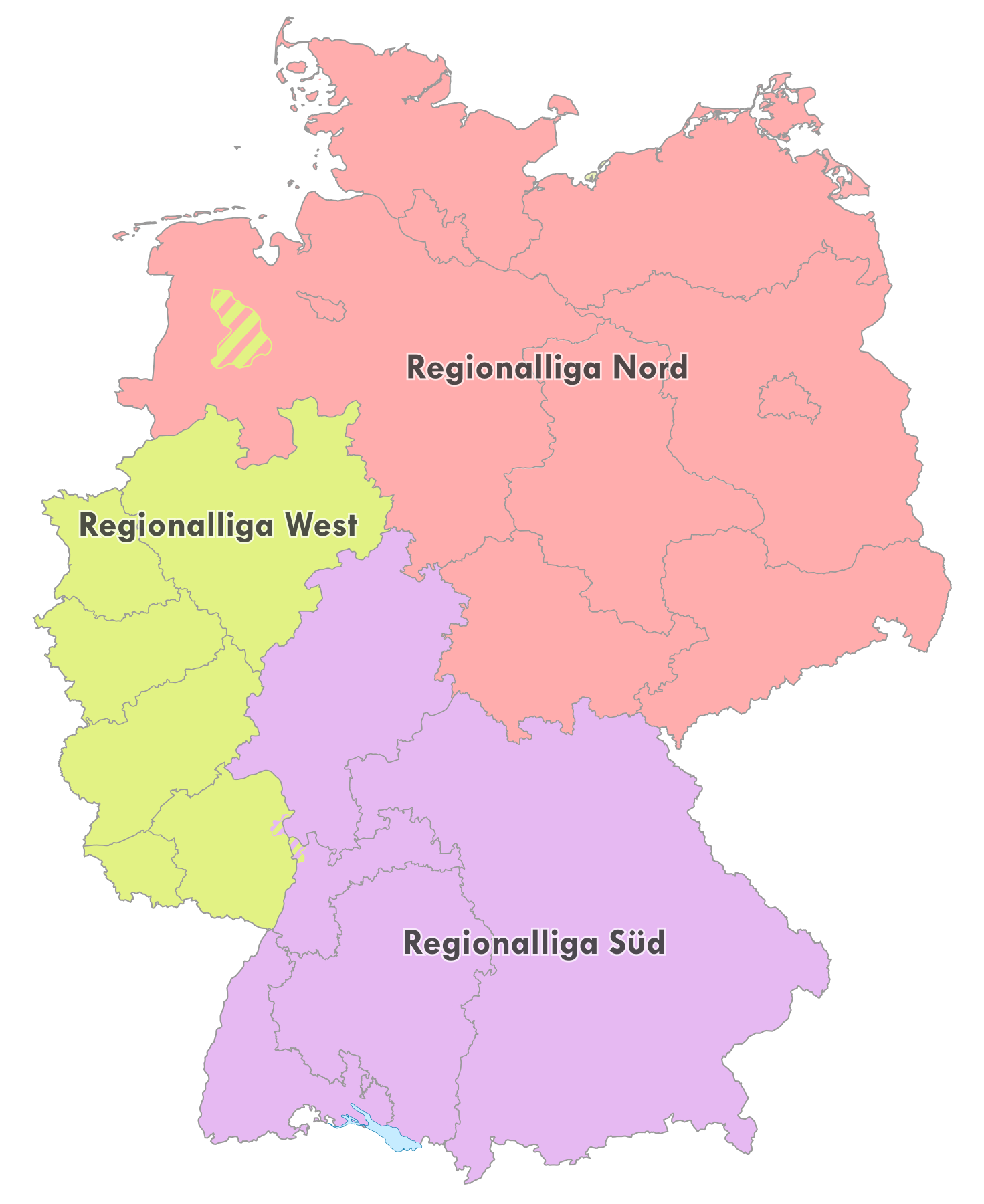
3赛区的地区联赛 从2008年至2012年
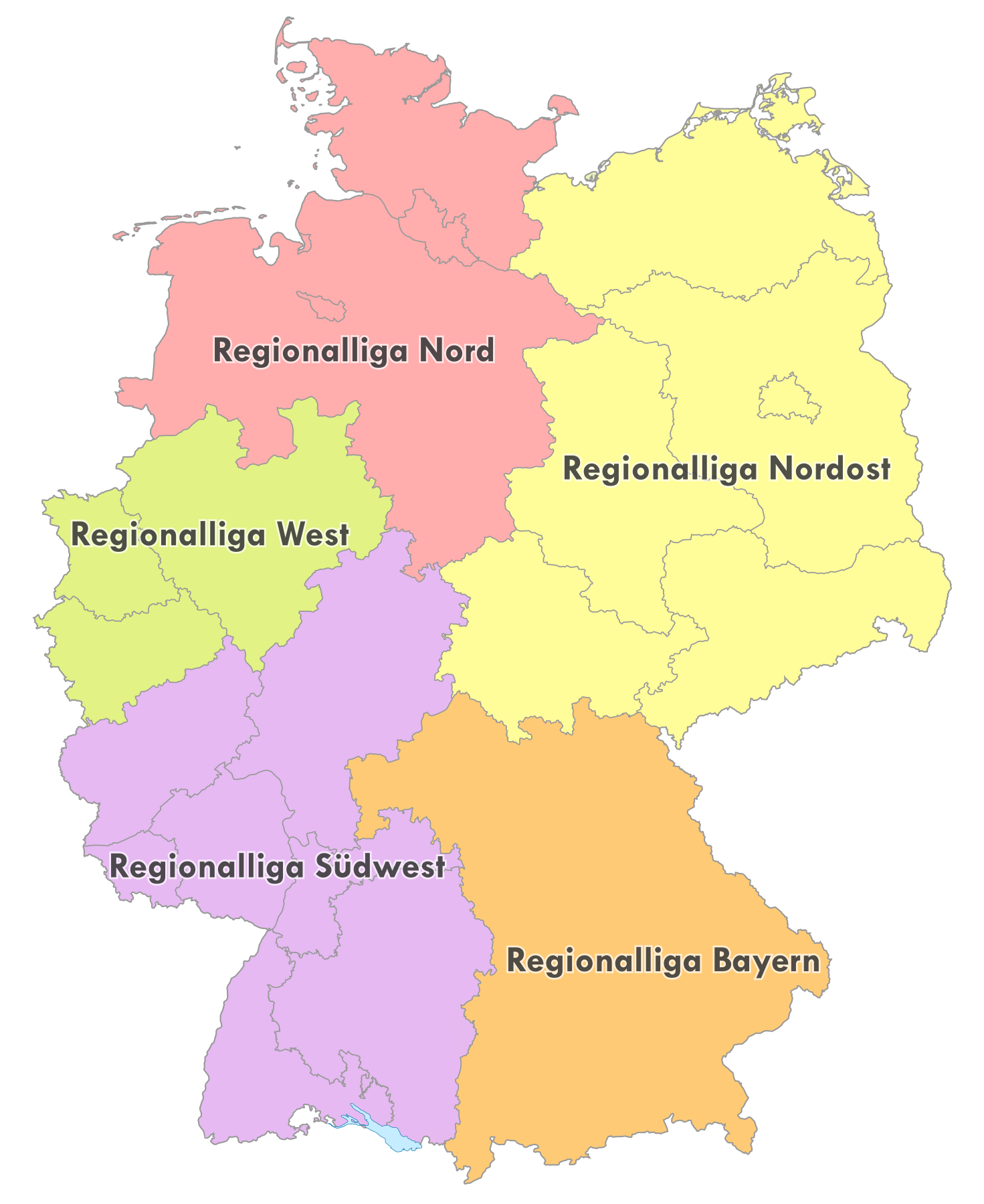
5赛区的地区联赛 自2012年

## 2014/15赛季参赛球队
| - 布伦瑞克二队 - 云达不来梅二队 - 克洛彭堡 - 布伦瑞克FT - 戈斯拉尔08 - 汉堡二队 - 汉诺威96二队 - 哈费尔泽 - 吕贝克 | - 吕讷堡汉莎 - 梅彭 - 新明斯特 - 诺德施泰德 - 奥尔登堡 - 黑白雷登 - 圣保利二队 - 魏谢 - 沃尔夫斯堡二队 |

## 历届冠亚军
| 年份                      | 冠军           | 亚军           |
| ------------------------- | -------------- | -------------- |
| 北部地区联赛（1963–1974） |                |                |
| 1964                      | 圣保利         | 汉诺威96       |
| 1965                      | 荷尔斯泰因基尔 | 圣保利         |
| 1966                      | 圣保利         | 哥廷根05       |
| 1967                      | 汉诺威阿米尼亚 | 哥廷根05       |
| 1968                      | 汉诺威阿米尼亚 | 哥廷根05       |
| 1969                      | 奥斯纳布吕克   | 吕贝克         |
| 1970                      | 奥斯纳布吕克   | 沃尔夫斯堡     |
| 1971                      | 奥斯纳布吕克   | 圣保利         |
| 1972                      | 圣保利         | 奥斯纳布吕克   |
| 1973                      | 圣保利         | 奥斯纳布吕克   |
| 1974                      | 布伦瑞克       | 圣保利         |
| 北部地区联赛（1994–2000） |                |                |
| 1995                      | 吕贝克         | 奥斯纳布吕克   |
| 1996                      | 奥尔登堡       | 布伦瑞克       |
| 1997                      | 汉诺威96       | 布伦瑞克       |
| 1998                      | 汉诺威96       | 布伦瑞克       |
| 1999                      | 奥斯纳布吕克   | 吕贝克         |
| 2000                      | 奥斯纳布吕克   | 吕贝克         |
| 北部地区联赛（2000–2008） |                |                |
| 2001                      | 柏林联盟       | 巴贝尔斯贝格03 |
| 2002                      | 吕贝克         | 布伦瑞克       |
| 2003                      | 奥厄           | 奥斯纳布吕克   |
| 2004                      | 红白埃森       | 德累斯顿迪纳摩 |
| 2005                      | 布伦瑞克       | 帕德博恩07     |
| 2006                      | 红白埃森       | 耶拿卡尔蔡司   |
| 2007                      | 圣保利         | 奥斯纳布吕克   |
| 2008                      | 红白阿伦       | 红白奥伯豪森   |
| 北部地区联赛（2008–2012） |                |                |
| 2009                      | 荷尔斯泰因基尔 | 哈勒           |
| 2010                      | 巴贝尔斯贝格03 | 沃尔夫斯堡二队 |
| 2011                      | 开姆尼茨       | 沃尔夫斯堡二队 |
| 2012                      | 哈勒           | 荷尔斯泰因基尔 |
| 北部地区联赛（自2012）    |                |                |
| 2013                      | 荷尔斯泰因基尔 | 哈费尔泽       |
| 2014                      | 沃尔夫斯堡二队 | 云达不来梅二队 |
| 2015                      | 云达不来梅二队 | 沃尔夫斯堡二队 |
| 2016                      | 沃尔夫斯堡二队 | 奥尔登堡       |
| 2017                      | 梅彭           | 魏谢弗伦斯堡   |
| 2018                      | 魏谢弗伦斯堡   | 汉堡二队       |
| 2019                      | 沃尔夫斯堡二队 | 吕贝克         |
| 2020                      | 吕贝克         | 沃尔夫斯堡二队 |
| 2021                      | 魏谢弗伦斯堡   | 和睦诺德施泰特 |
| 2022                      | VfB奥尔登堡    | 魏谢弗伦斯堡   |
| 2023                      | 吕贝克         | 漢堡二队       |
| 2024                      | 汉诺威96二队   | 梅彭           |

（粗体队名 = 升级）

## 冠军统计
| 名次 | 俱乐部         | 夺冠次数 |
| ---- | -------------- | -------- |
| 1    | 圣保利         | 5        |
| 1    | 奥斯纳布吕克   | 5        |
| 2    | 吕贝克         | 4        |
| 3    | 荷尔斯泰因基尔 | 3        |
| 3    | 沃尔夫斯堡二队 | 3        |
| 6    | 红白埃森       | 2        |
| 6    | 汉诺威96       | 2        |
| 6    | 布伦瑞克       | 2        |
| 6    | 阿米尼亚汉诺威 | 2        |
| 6    | VfB奥尔登堡    | 2        |
| 11   | 哈勒           | 1        |
| 11   | 开姆尼茨       | 1        |
| 11   | 奥厄           | 1        |
| 11   | 柏林联盟       | 1        |
| 11   | 红白阿伦       | 1        |
| 11   | 巴贝尔斯贝格03 | 1        |
| 11   | 汉诺威96二队   | 1        |